# آلبینا رحمانی
آلبینا رحمانی (انگلیسی: Albina Rrahmani؛ زادهٔ ۲۴ فوریهٔ ۱۹۸۹) بازیکن فوتبال اهل آلبانی است.
از باشگاه‌هایی که در آن بازی کرده‌است می‌توان به باشگاه فوتبال ملادا بولسلاف اشاره کرد.
وی همچنین در تیم ملی فوتبال Albania بازی کرده‌است.